# 晃山
晃山（學名：Leuchtenbergia principis）又稱光山，由Maximilian Eugen Joseph命名。光山屬裡只有這個種。原產於墨西哥。因為原生地環境是在雜草間，所以在栽培方法上要種植在沒有陽光直射的地方。

## 分類
有人培育出晃山(Leuchtenbergia principis）與強刺球屬(Ferocactus)的屬間交配種(歸類於強刺球屬)。

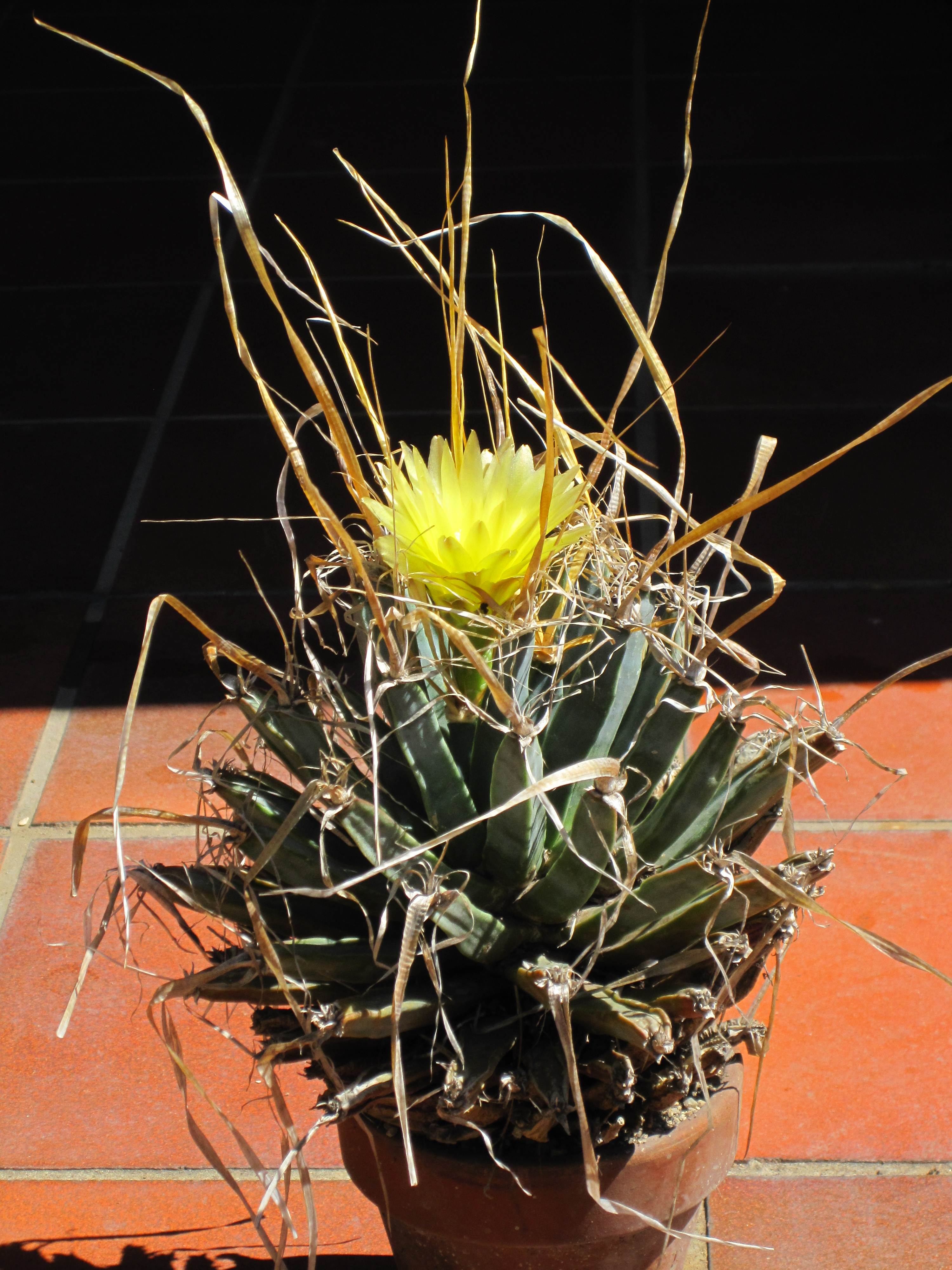
晃山
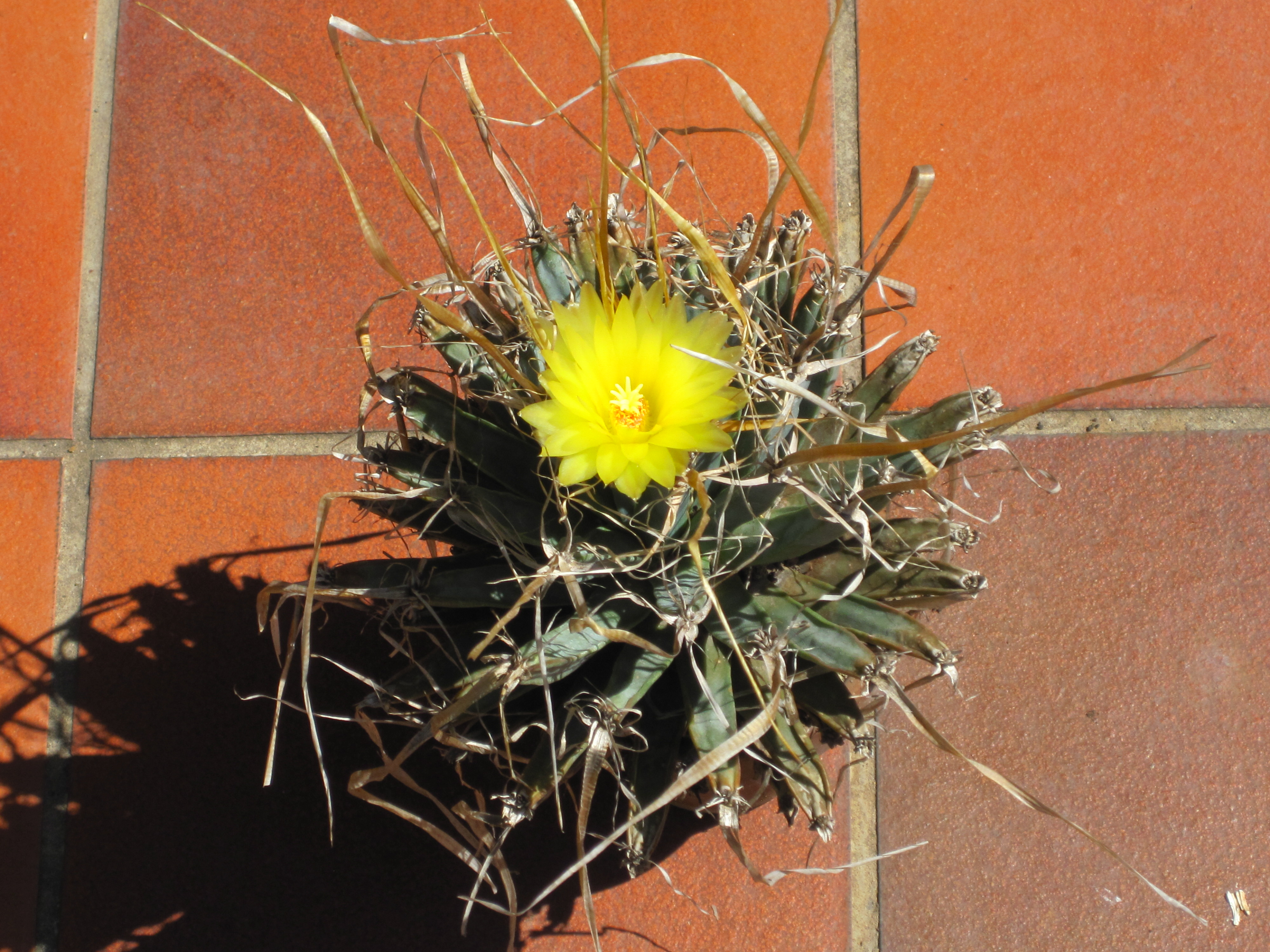
晃山上觀
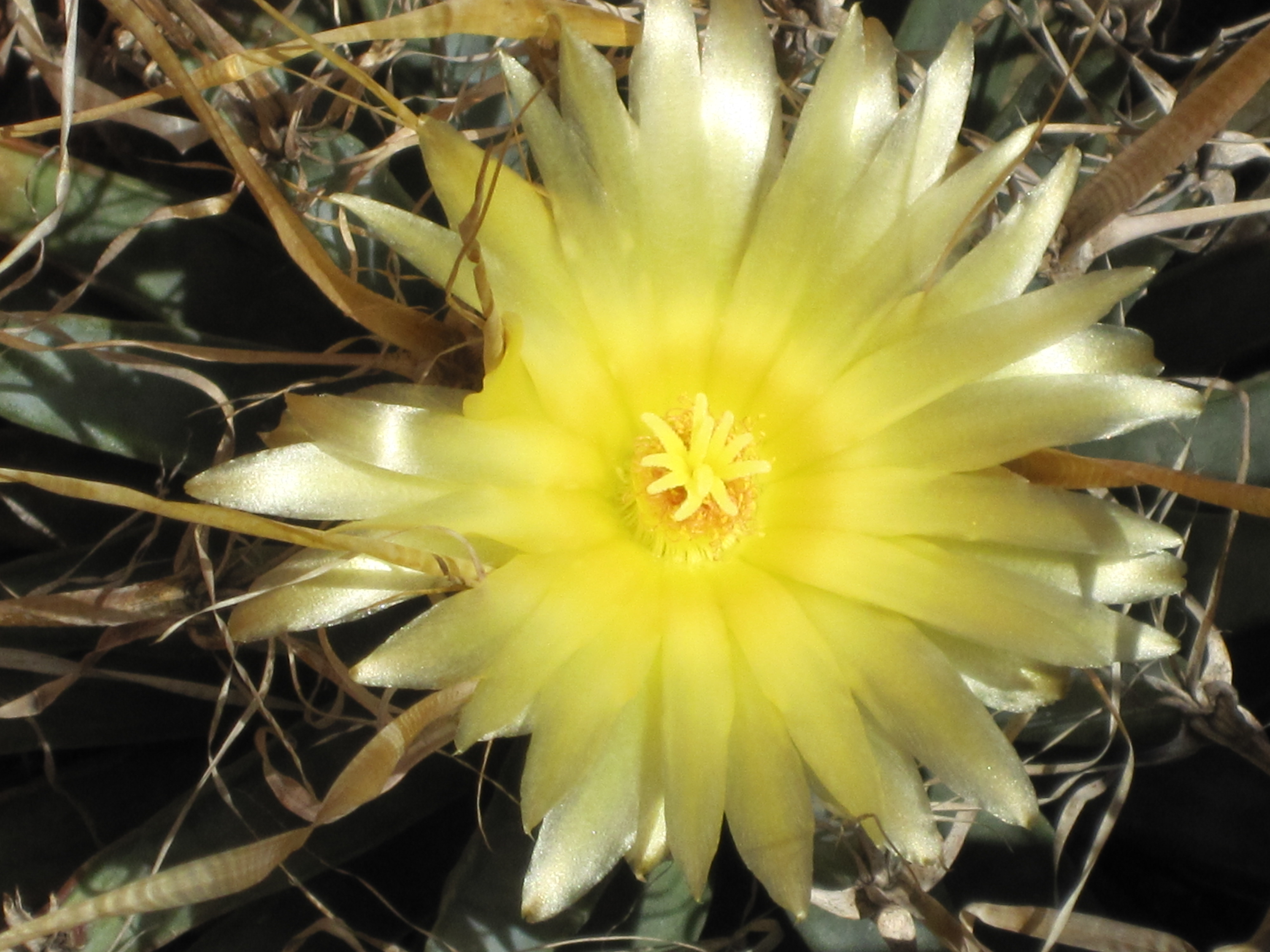
花
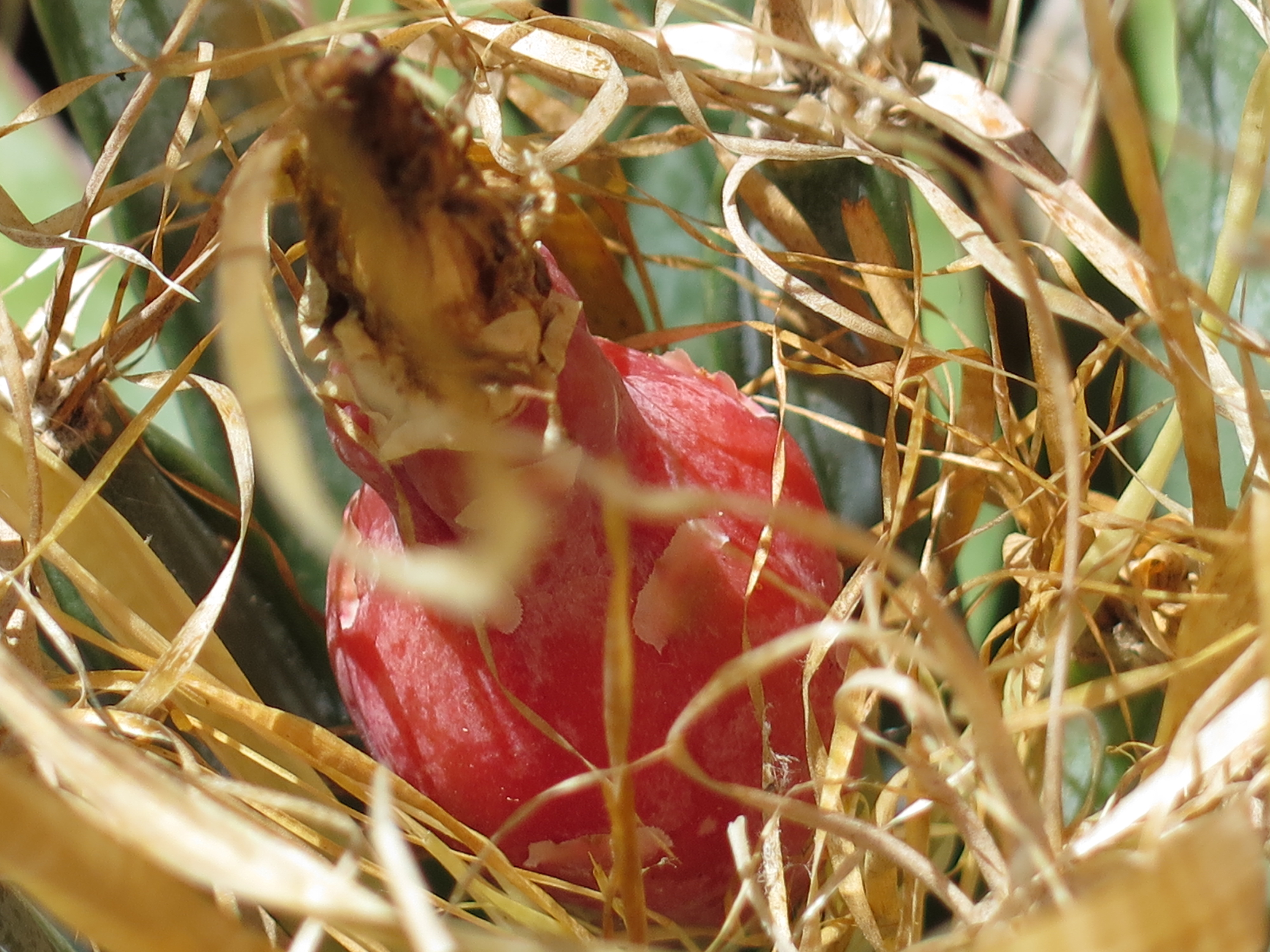
果實
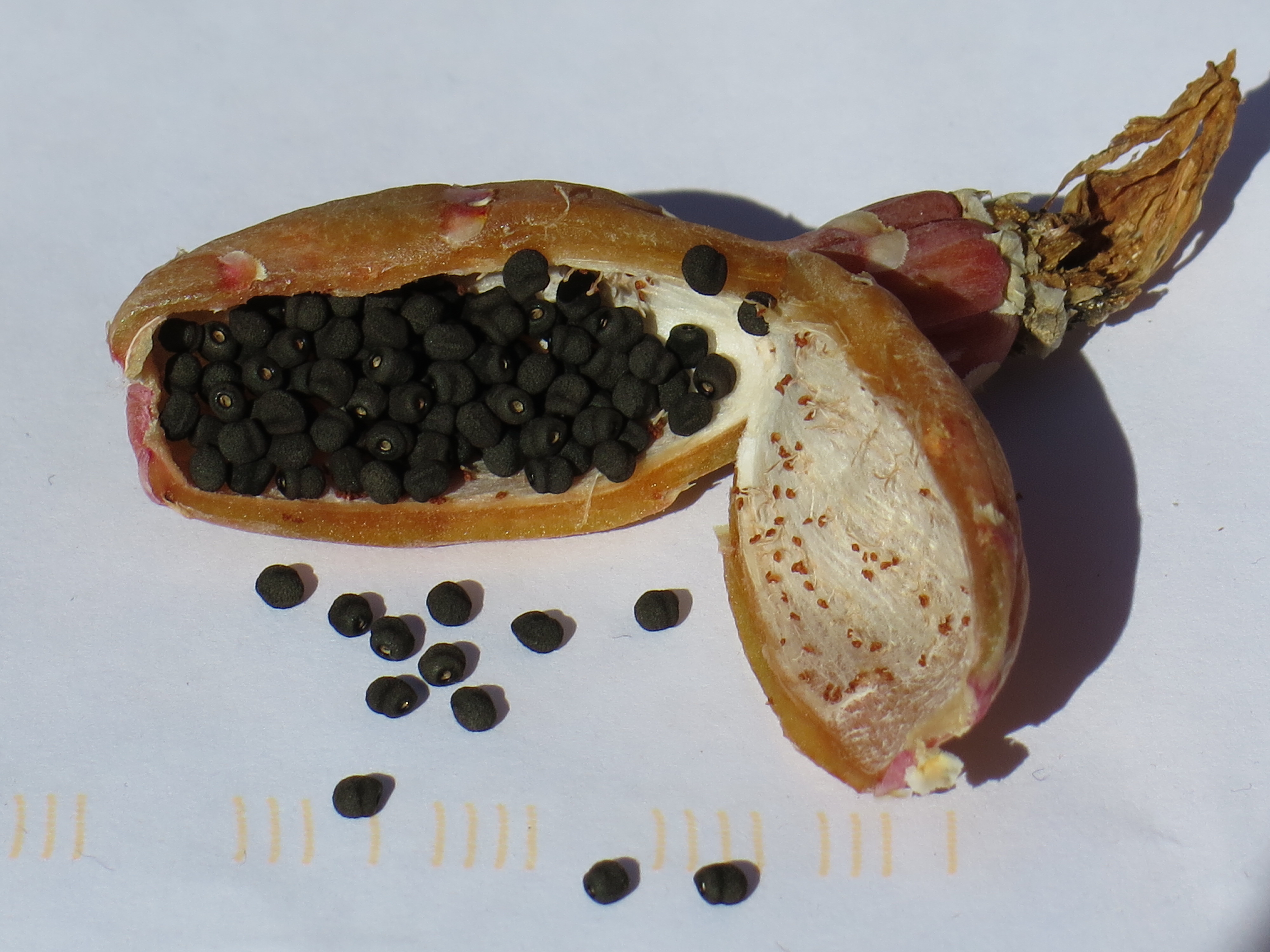
種子